# Martin Ekani
Martin Ekani, né le 21 avril 1984 à Aubervilliers, est un footballeur français. Il évolue au poste de défenseur.

## Biographie
Passé par les catégories de jeunes de l'ASJ Aubervilliers jusqu'à l'équipe première, il part finir sa formation au Racing Club de Lens au début de la saison 2001-2002 à l'âge de 17 ans. Évoluant surtout avec l'équipe réserve en CFA, il finit par apparaître dans l'équipe première le 31 janvier 2004 à l'occasion du match du RC Lens face au RC Strasbourg pour le compte de la 22e journée de Ligue 1. A la 70e minute de ce match, il inscrit même le premier et unique but de sa carrière professionnelle à ce jour.
En août 2004, il est prêté au SCO Angers, qui évolue alors en Ligue 2. Le 2 février 2005, le SCO Angers décide de mettre un terme à son prêt et il retourne ainsi dans la réserve du RC Lens.

## Statistiques
| Saison                | Club                  | Championnat           | Championnat | Championnat | Coupe nationale | Coupe nationale | Coupe de la Ligue | Coupe de la Ligue | Total | Total |
| Saison                | Club                  | Division              | M.          | B.          | M.              | B.              | M.                | B.                | M.    | B.    |
| 2001-2002             | RC Lens               | D1                    | 0           | 0           | 0               | 0               | 0                 | 0                 | 0     | 0     |
| 2002-2003             | RC Lens               | L1                    | 0           | 0           | 0               | 0               | 0                 | 0                 | 0     | 0     |
| 2003-2004             | RC Lens               | L1                    | 4           | 1           | 0               | 0               | 0                 | 0                 | 4     | 1     |
| 2004-2005             | SCO Angers (prêt)     | L2                    | 13          | 0           | 0               | 0               | 1                 | 0                 | 14    | 0     |
| 2004-2005             | RC Lens               | L1                    | 0           | 0           | 0               | 0               | 0                 | 0                 | 0     | 0     |
| 2005-2006             | RAA Louviéroise       | D1                    | 18          | 0           | 0               | 0               | -                 | -                 | 18    | 0     |
| 2006-2007             | Paris FC              | National              | 20          | 0           | 0               | 0               | -                 | -                 | 20    | 0     |
| 2010-2011             | JA Drancy             | CFA                   | 21          | 1           | 3               | 0               | -                 | -                 | 24    | 1     |
| 2011-2012             | JA Drancy             | CFA                   | 25          | 0           | 2               | 0               | -                 | -                 | 27    | 0     |
| 2012-2013             | JA Drancy             | CFA                   | 30          | 1           | 0               | 0               | -                 | -                 | 30    | 1     |
| 2013-2014             | JA Drancy             | CFA                   | 8           | 0           | 0               | 0               | -                 | -                 | 8     | 0     |
| Total sur la carrière | Total sur la carrière | Total sur la carrière | 139         | 3           | 5               | 0               | 1                 | 0                 | 145   | 3     |